# دونغ غانغ، لياونينغ
دونغ غانغ، لياونينغ (بالصينية: 东港市) هي مدينة على مستوى مقاطعة، في الصين، تقع في داندونغ، بلغ عدد سكانها 627,475 نسمة وذلك حسب إحصائيات سنة 2010، تبلغ مساحتها 2,496.78 كيلومتر مربع، رمزها البريدي هو 118300.

## التقسيمات الإدارية
- Beijingzi  [لغات أخرى]‏
- Majiadian, Liaoning [الإنجليزية]‏
- Longwangmiao, Liaoning [الإنجليزية]‏
- Xiaodianzi  [لغات أخرى]‏.